# 東京★純愛奇緣
《東京★純愛奇緣》（東京★イノセント）是鳴見奈留創作的日本漫畫作品，於Square Enix《月刊GANGAN WING》2006年7月號開始連載，單行本全9卷，台灣中文版由長鴻出版社代理。

## 概要
被交託尋找新娘子的重大使命、從遙遠的孤島來到東京來的妖怪少年半藏，和剛過16歲生日、擁有吸引妖怪附身的特殊體質的少女一条寺芽衣。不知何種因果，2人在東京相遇，在陰錯陽差下住在一起……。在2人面前出現的妖怪巫女和退魔師，危機與戀愛、戀愛和危機的往返危機！最後，妖怪少年的「新娘子」和特殊體質少女的「夢想」能不能實現呢？

## 登場人物
※以下聲優為廣播劇CD的分配角色。

### 半藏、一寺家
半藏（聲優：宮野真守）
為了打破故鄉的人口老化而面臨存亡的危機的白狐一族，支身來到東京尋找新娘子的半妖。正直的性恪導致尋找新娘子屢屢碰壁。現在成為一条寺家的食客。是安琪菈所說的「平時話說得不夠多，卻老是說不該說的話」的男人，不過本人並無惡意。與其他妖怪不同，是一名半妖（不是指人類和妖怪的混血兒），但作者尚未解釋。
一寺芽衣（聲優：中原麻衣）
本作主要的女主角之一，在過16歲的生日的同時成為了吸引妖怪附身的特殊體質的女孩。為了離開從被鄰居稱為「妖怪之屋」的一条寺家獨立生活，努力存錢中。是個喜觀喝牛奶、健康勤奮的少女。
一条寺涼子（聲優：折笠愛）
芽衣的姊姊。撰寫妖怪的暢銷小說家，是妖怪狂熱迷。平時喜歡戲弄討厭妖怪的芽衣，但也有著擔心芽衣體質的一面。在雙親不在家時，砸下大筆金錢將房子改建、增建成處處有妖怪的房子。頭腦很好，以合格的成積直升東京大學。
安琪菈（聲優：田中理惠）
為了守護能吸引妖怪附身的特殊體質的芽衣，涼子從德國的驅魔師協會召喚過來的專業退魔師。因為從小身體就很虛弱，有時芽衣有危險時還趕不上解救。芽衣的護衛，在芽衣的學校擔任英文教師。平時大方看起來無害，有時很黑心腸，說出很毒的話。祖母是退魔師協會的創始者。
憑附物
從第十三幕後就跟著芽衣的妖怪，沒有名字，技能為從眼睛發出光。

### 雪代神社
雪代千歲（聲優：伊藤靜）
本作主要的女主角之一，雪代神社的主祭的孫女。和半藏一樣都是白狐的妖怪。與芽衣為同班同學。個性相當傳統，姿容端麗，運動神經出眾……某些地方卻少根筋。對身為男人的半藏有時的大膽言行與行動會讓她變得相當臉紅，是個相當害羞的人。
主祭（聲優：緒方賢一）
雪代神社的主祭及千歲的爺爺，是年齡有500歲的白狐。不管對象是誰，只要看到男人，就想把孫女推銷出去。與半藏在同座孤島出身。
小白（聲優：金田朋子）
千歲的朋友。白色輕飄飄多謎的妖怪。能吸取對方的傷及痊癒等能力（吸過頭的話，會連對方的靈魂一起吸出，或替換身体）。

### 芽衣的同學
三井 光博（聲優：下野紘）
擁有四分之一老鼠血統的妖怪男孩，對半藏有稍微的嫉妒心。
百瀨 柚（聲優：齋藤千和）
戴著眼鏡的女孩。對來到學校的半藏一見鍾情。假日作為偶像搖滾歌手的明日之星在演唱中。本人說「在學校是個樸實無華、文靜內向的美少女」。
高村 縞（聲優：小林ゆう）
在芽衣初中時就認識的好友。靈感很強。喜觀舔薄荷口味的棒棒糖。

### 德川家
德川 英次郎
超宅的德川集團的少爺。原形為狸貓的妖怪，敵視著身為狐狸的半藏。因閉居的緣故，平時穿著穴居用的運動服，其他的衣物只有制服。
德川 戀
英次郎的妹妹，為中學2年級生。遵從哥哥的計劃，將半藏和芽衣引開。幾乎不常開口，靠著覺的讀心能力並透過他和對方交談。對半藏好像有點好意，有時幫他。經常身著制服。
寺嶋 小白合
德川集團的秘書。
覺
能讀取人心的妖怪，有著和老鼠相同的外表。
鵺
英次郎的寵物。
衣蛸
長得很像章魚的妖怪，個性有點急躁易怒。
海坊主(改)
德川家的寵物。

### 其他
美代（聲優：雪野五月）
廣播劇CD原創登場人物，身份為雪女。
櫻神
半蔵と同じ島出身の神様。子供の姿をしているが何百年も生きている。半蔵を心配し東京にやってくる。

#### 登場妖怪
骷髏怨靈
第一幕登場的妖怪，據說被祂吃掉魂魄會陷入憂鬱狀態。
透明牆
出現在一寺家大澡堂的妖怪，性別是女性。
付喪神
身份為因積累人類怨念而化為妖怪的人偶。
見越入道
又稱為「伸長鬼」，只要越看他就會變得越大。
花子
出現在芽衣學校舊校舍的妖怪少女，興趣是對來訪的客人惡作劇。涼子的妖怪小說靈感也從她口中所得。
病毒妖怪
一種靠著網路散播並附身的妖怪
天邪鬼
食夢貘
以惡夢為食的妖怪。

## 各話目次
- 第一幕　　 特異少女與妖怪少年（物憑き少女と妖怪少年）
- 第二幕 　　妖怪之屋與月之夜（妖怪屋敷と月ノ夜）
- 第三幕 　　求職與妖怪神社（仕事探しと妖怪神社）
- 第四幕 　　女人心與連休最後一天（女ごころと連休最終日）
- 第五幕 　　轉學生與妖怪小白（転入生と妖怪白坊主）
- 第六幕 　　午休時間與危險的妖怪？（お昼休みと危険な妖怪?）
- 第七幕 　　神秘的妖怪與危險的陷阱（謎の妖怪と危険な罠）
- 第八幕 　　變化球與直球勝負!?（変化球と直球勝負!?）
- 第九幕 　　特異少女的秘密與真心意（物憑き少女の秘密と本音）
- 第十幕 　　感冒的妖怪與綿綿細雨的放學時分（風邪ひき妖怪と小雨の放課後）
- 第十一幕 　孩子氣的白狐與硬派的小白（お子様白狐と硬派な白坊主）
- 第十二幕　 初夏與初次東京約會 其一（夏の初めと東京初デート 其の一）
- 第十三幕 　初夏與初次東京約會 其二（夏の初めと東京初デート 其の二）
- 第十四幕 　初夏與初次東京約會 其三（夏の初めと東京初デート 其の三）
- 第十五幕 　搖蕩的心與期末考（揺らぐ心と期末試験）
- 第十六幕 　試膽大會與校園怪談（肝試しと学校の怪談）
- 第十七幕 　酒醉的狐狸與六本木陰謀（酔いどれ狐と六本木の陰謀）
- 第一八幕 　受困少女與狸貓的要塞 其一（捕われ少女と狸の要塞 其の一）
- 第一九幕 　受困少女與狸貓的要塞 其二（捕われ少女と狸の要塞 其の二）
- 第二十幕 　出門血拼好天氣與詭異的戀愛走向（買い物日和と怪しい恋模様）
- 第二十一幕 霧氣靄靄的旅情與潛伏的暗影（湯けむり旅情と忍びの影）
- 第二十二幕 章魚妖怪與桌球戰爭（妖怪タコと卓球バトル）
- 第二十三幕 夢的世界與魔法手杖（夢の世界と魔法のステッキ）
- 第二十四幕 戀愛海濱與海上假期（恋する渚と海上バカンス!?）
- 第二十五幕 說反話妖怪與倒過來的島（前篇）（あべこべ妖怪とサカサマの島（前編））
- 第二十六幕 說反話妖怪與倒過來的島（後篇）（あべこべ妖怪とサカサマの島（後編））
- 第二十七幕 夏日的結束與交際的邁進（夏の終わりと交際のススメ）
- 第二十八幕 8月31日與○○（8月31日と○○）
- 第二十九幕 （文化祭前夜とリリスの誘惑 其の一）
- 第三十幕 　（文化祭前夜とリリスの誘惑 其の二）
- 第三十一幕 （文化祭前夜とリリスの誘惑 其の三）
- 第三十二幕 （欠けた記憶と小さな神様）
- 第三十三幕 （桜の記憶とお祭り騒動）
- 第三十四幕 （神のチカラと神のキモチ）
- 第三十五幕 
- 第三十六幕 （お引越しと妖怪アパート）
- 第三十七幕 （小春日和と桜神の冒険）
- 第三十八幕 （我慢勝負とデンジャラスラブ）
- 第三十九幕 （晴れない思いと秋雨の追憶）
- 第四十幕 　（密着バスルームと雨上がりの別れ）

## 單行本
| 冊數 | 話數                    | 版本       | 發行日期       | ISBN                   |
| ---- | ----------------------- | ---------- | -------------- | ---------------------- |
| 1    | 第一幕 - 第四幕         | 日文版     | 2006年11月27日 | ISBN 4-7575-1820-X     |
| 1    | 第一幕 - 第四幕         | 台灣中文版 | 2008年6月25日  | ISBN 4712805824915     |
| 2    | 第五幕 - 第九幕         | 日文版     | 2007年5月26日  | ISBN 978-4-7575-2021-9 |
| 2    | 第五幕 - 第九幕         | 台灣中文版 | 2008年8月27日  | ISBN 4712805825905     |
| 3    | 第十幕 - 第十四幕       | 日文版     | 2007年11月27日 | ISBN 978-4-7575-2166-7 |
| 3    | 第十幕 - 第十四幕       | 台灣中文版 | 2008年10月4日  | ISBN 4712805827305     |
| 4    | 第十五幕 - 第十九幕     | 日文版     | 2008年5月27日  | ISBN 978-4-7575-2286-2 |
| 4    | 第十五幕 - 第十九幕     | 台灣中文版 | 2008年11月15日 | ISBN 4712805828067     |
| 5    | 第二十幕 - 第二十四幕   | 日文版     | 2008年8月27日  | ISBN 978-4-7575-2363-0 |
| 5    | 第二十幕 - 第二十四幕   | 台灣中文版 | 2009年1月14日  | ISBN 4712805829859     |
| 6    | 第二十五幕 - 第二十九幕 | 日文版     | 2009年2月27日  | ISBN 978-4-7575-2479-8 |
| 6    | 第二十五幕 - 第二十九幕 | 台灣中文版 | 2009年9月3日   | ISBN 4711552445206     |
| 7    | 第三十幕 - 第三十四幕   | 日文版     | 2009年6月22日  | ISBN 978-4-7575-2585-6 |
| 7    | 第三十幕 - 第三十四幕   | 台灣中文版 | 2009年11月11日 | ISBN 4711552447385     |
| 8    | 第三十五幕 - 第三十九幕 | 日文版     | 2010年1月22日  | ISBN 978-4-7575-2723-2 |
| 8    | 第三十五幕 - 第三十九幕 | 台灣中文版 |                |                        |

## 相關商品
- 廣播劇CD，2007年12月7日Frontier Works發行，編號FCCC-0075

## 外部連結
- ガンガンウィング公式サイト （页面存档备份，存于）